# Fabián Canobbio
Ernesto Fabián Canobbio Bentaberry (Montevideo, 8 marzo 1980) è un ex calciatore uruguaiano con passaporto italiano, di ruolo centrocampista.

## Biografia
Anche suo fratello minore Carlos è un calciatore, ed ha condiviso con lui alcune stagioni al Progreso ed al Danubio.

## Carriera
Inizia a giocare nel Peñarol, nell'estate 2003 Canobbio viene acquistato dal Valencia. Durante l'estate il nuovo tecnico Claudio Ranieri lo colloca nella lista dei cedibili e il Celta Vigo lo acquista in prestito con diritto di riscatto di 2,5 milioni di euro.

## Palmarès

### Club

#### Competizioni nazionali
- Campionato uruguaiano: 1

Peñarol: 2003
- Campionato spagnolo: 1

Valencia: 2003-2004

#### Competizioni internazionali
- Coppa UEFA: 1

Valencia: 2003-2004

## Statistiche

### Cronologia presenze e punti in Nazionale
| Cronologia completa delle presenze e delle reti in nazionale ― Uruguay | Cronologia completa delle presenze e delle reti in nazionale ― Uruguay | Cronologia completa delle presenze e delle reti in nazionale ― Uruguay | Cronologia completa delle presenze e delle reti in nazionale ― Uruguay | Cronologia completa delle presenze e delle reti in nazionale ― Uruguay | Cronologia completa delle presenze e delle reti in nazionale ― Uruguay | Cronologia completa delle presenze e delle reti in nazionale ― Uruguay | Cronologia completa delle presenze e delle reti in nazionale ― Uruguay |
| Data                                                                   | Città                                                                  | In casa                                                                | Risultato                                                              | Ospiti                                                                 | Competizione                                                           | Reti                                                                   | Note                                                                   |
| ---------------------------------------------------------------------- | ---------------------------------------------------------------------- | ---------------------------------------------------------------------- | ---------------------------------------------------------------------- | ---------------------------------------------------------------------- | ---------------------------------------------------------------------- | ---------------------------------------------------------------------- | ---------------------------------------------------------------------- |
| 7-10-2001                                                              | Montevideo                                                             | Uruguay                                                                | 1 – 1                                                                  | Colombia                                                               | Qual. Mondiali 2002                                                    | -                                                                      | 79’                                                                    |
| 20-11-2002                                                             | Caracas                                                                | Venezuela                                                              | 1 – 0                                                                  | Uruguay                                                                | Amichevole                                                             | -                                                                      | 57’                                                                    |
| 6-6-2004                                                               | Barranquilla                                                           | Colombia                                                               | 5 – 0                                                                  | Uruguay                                                                | Qual. Mondiali 2006                                                    | -                                                                      | 46’                                                                    |
| 16-8-2006                                                              | Alessandria                                                            | Egitto                                                                 | 0 – 2                                                                  | Uruguay                                                                | Amichevole                                                             | -                                                                      | 63’                                                                    |
| 15-11-2006                                                             | Tbilisi                                                                | Georgia                                                                | 2 – 0                                                                  | Uruguay                                                                | Amichevole                                                             | -                                                                      | 46’                                                                    |
| 24-3-2007                                                              | Seul                                                                   | Corea del Sud                                                          | 0 – 2                                                                  | Uruguay                                                                | Amichevole                                                             | -                                                                      | 64’                                                                    |
| 2-6-2007                                                               | Sydney                                                                 | Australia                                                              | 1 – 2                                                                  | Uruguay                                                                | Amichevole                                                             | -                                                                      | 72’                                                                    |
| 26-6-2007                                                              | Mérida                                                                 | Uruguay                                                                | 0 – 3                                                                  | Perù                                                                   | Coppa America 2007 - 1º turno                                          | -                                                                      | 46’                                                                    |
| 14-7-2007                                                              | Caracas                                                                | Uruguay                                                                | 1 – 3                                                                  | Messico                                                                | Coppa America 2007 - Finale 3º Posto                                   | -                                                                      | 74’                                                                    |
| Totale                                                                 |                                                                        | Presenze                                                               | 9                                                                      |                                                                        | Reti                                                                   | 0                                                                      |                                                                        |